# Cormoran impérial
Leucocarbo atriceps
Espèce
Synonymes
- Phalacrocorax atriceps

Statut de conservation UICN

 LC  : Préoccupation mineure

Le Cormoran impérial (Leucocarbo atriceps) est une espèce d'oiseaux de mer de la famille des Phalacrocoracidae qui habitent les régions australes, de la Patagonie à la péninsule Antarctique.

## Description

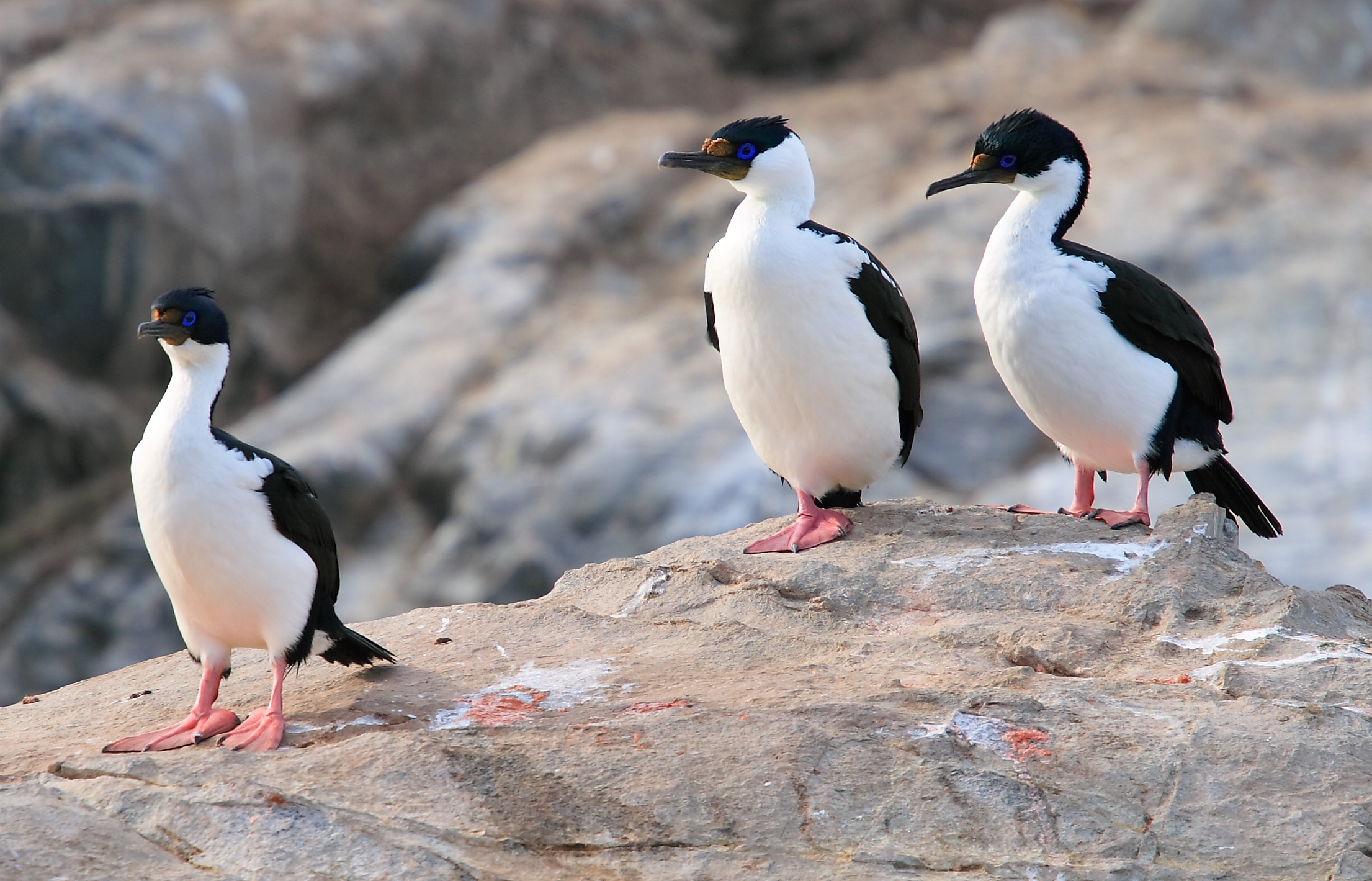
Un cormoran impérial L. a. atriceps entouré de deux L. a. albiventer.

C'est une famille d'oiseaux très reconnaissable. Il mesure de 68 à 76 cm avec une envergure de 124 cm. Le Cormoran impérial possède un dos noir, et toute sa partie ventrale jusqu'à son cou et sa tête (partie inférieure seulement) sont d'une couleur blanche. Il a la particularité de posséder le contour de ses yeux d'une couleur bleue bien marquée. C'est pourquoi l'erreur est de croire qu'il a les yeux bleus ! On remarquera une pointe de couleur rouge sur le côté de l'œil (côté bec). Sa crête est d'un plumage noir. Ses pieds sont bien palmés ce qui en fait un très bon nageur véloce.

## Écologie et comportement

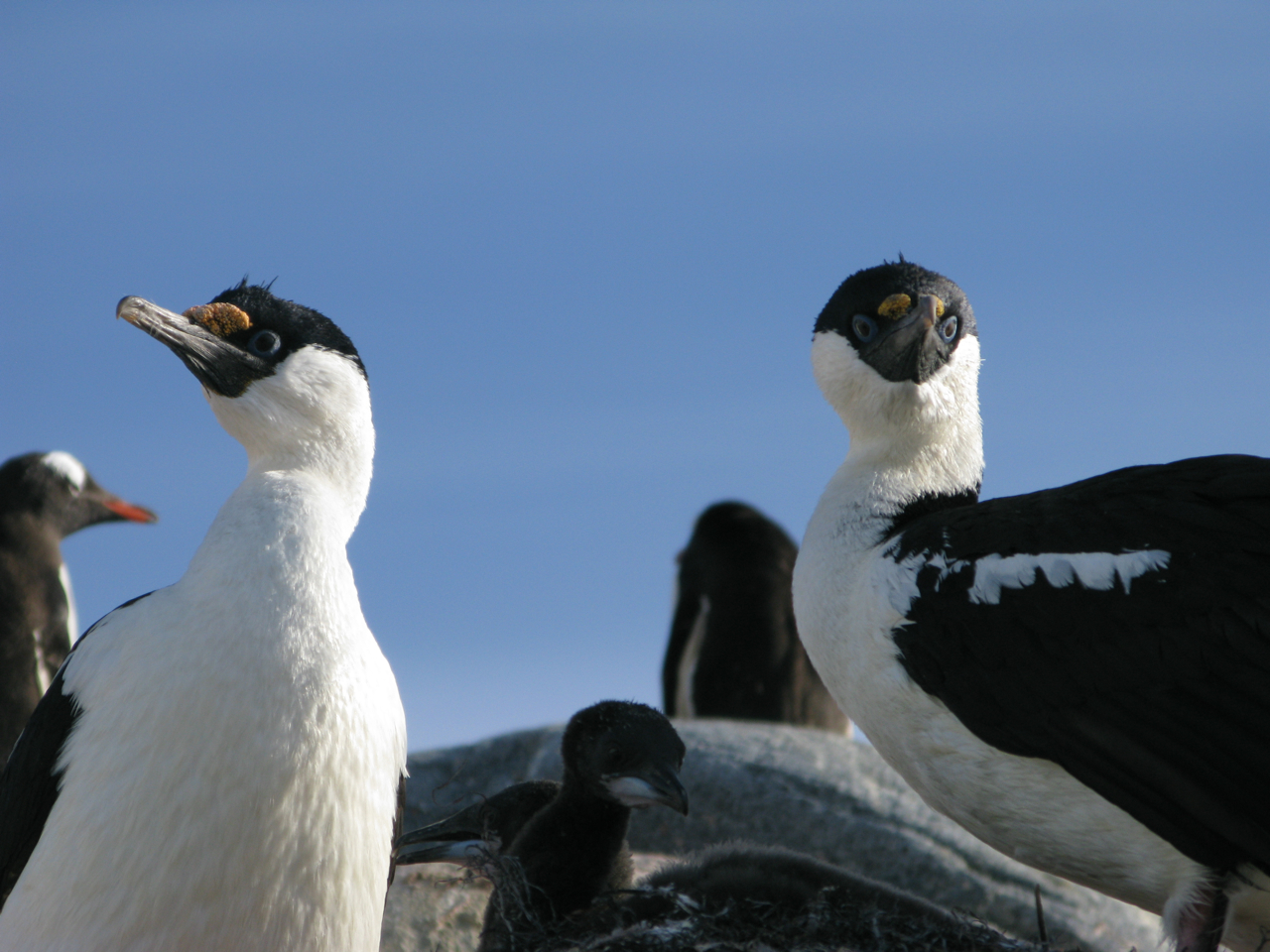
Phalacrocorax a. atriceps et son petit en Péninsule Antarctique - Île Doumer - Chenal Peltier - en 2009.

Il s'observe en solitaire mais principalement en couple ou en groupe (colonie). Son comportement en vol est très caractéristique. En effet il bat très vivement de ses ailes ce qui étonne souvent pour un oiseau marin. Il est vrai qu'il n'est pas bon en vol mais bien meilleur sur et dans l'eau. Il plonge et nage sous l'eau très souvent et très longtemps. Sa vitesse est très véloce et parvient souvent à sa proie. Il est très actif (recherche d'aliments, construction du nid...) et quitte souvent sa niché tout au long de la journée et y revient pour dormir. Son alimentation est composée de poissons et de crustacés. Il peut pêcher seul ou en groupe surtout lorsqu'il s'agit de bancs d'anchois.
Il construit son nid avec les éléments trouvés sur place bien souvent des algues et des petites pierres. Comme les nids sont rapprochés, il n'est pas rare de les voir se chaparder les éléments du nid des uns aux autres.
La ponte se situe en octobre et en décembre avec trois œufs (minimum 2 et maximum 4). L'incubation dure de 20 à 30 jours. Les naissances s'observent donc de la mi-novembre à la fin décembre environ. Les petits naissent avec la peau noir et leur duvet plumeux apparaît peu de temps après toujours de couleur noire. Les parents passent beaucoup de temps à chercher la nourriture pour leurs progénitures. Les Goélands de Scoresby (Leucophaeus scoresbii) ou les Grands labbes (Stercorarius skua) n'hésitent pas à voler et à manger les œufs qui ne sont pas surveillés.

## Répartition et habitat

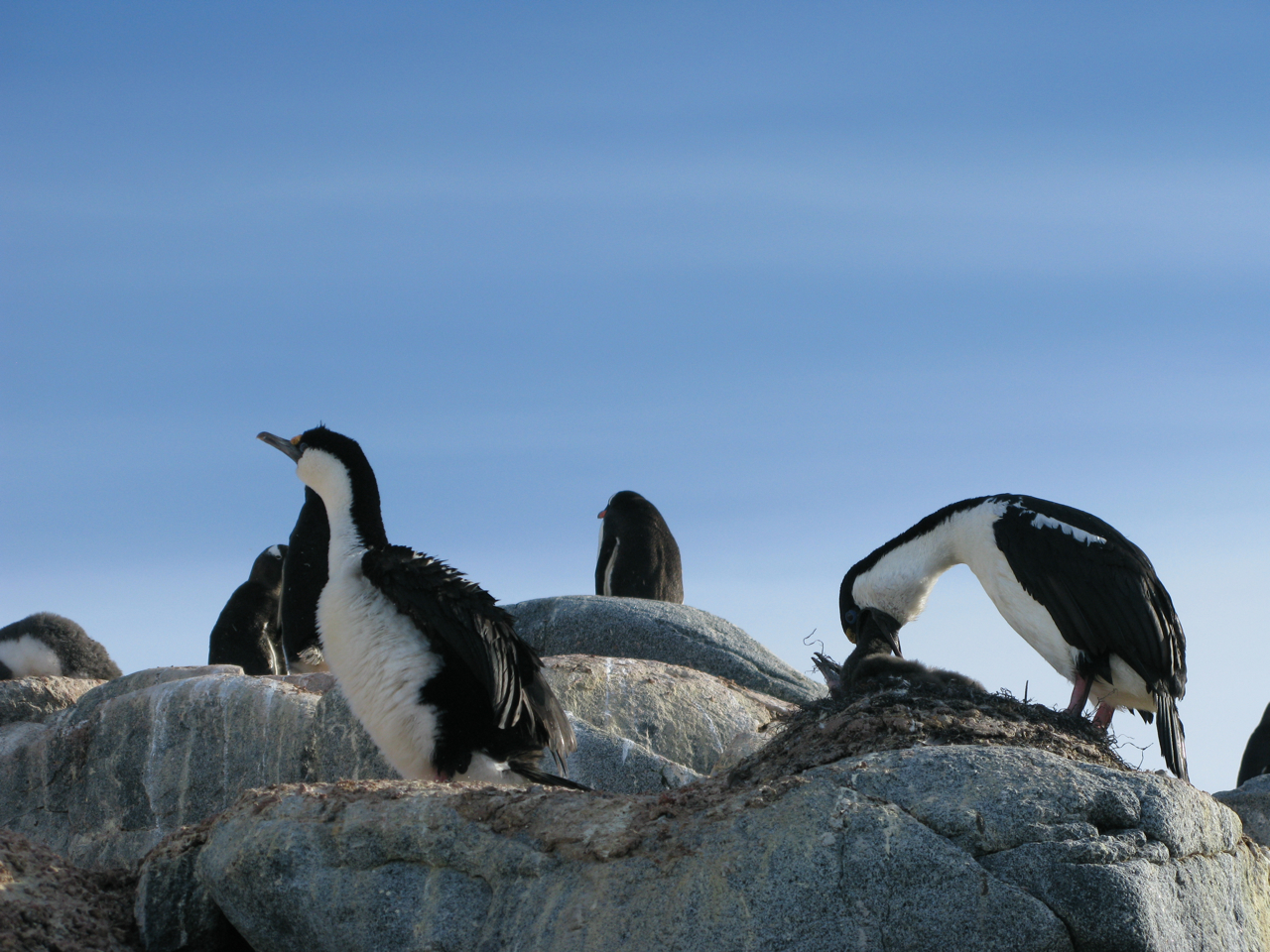
Les deux parents et leurs deux progénitures à l'heure du repas.

### Répartition
On observe cette espèce jusqu'en Terre de Feu, les Malouines et également en péninsule Antarctique. La population estimée en 1996 sur toute la côte de la Patagonie argentine est de 40 000 couples (P. Yonió). À Punta Combo, dans la province de Chubut, la population est passée de 3 000 à 800 individus en 10 ans. Les causes furent corrélées avec l'évolution touristique en cette région et aussi par la saison touristique en plein nidification et incubation (Conway & Harris).

### Habitat

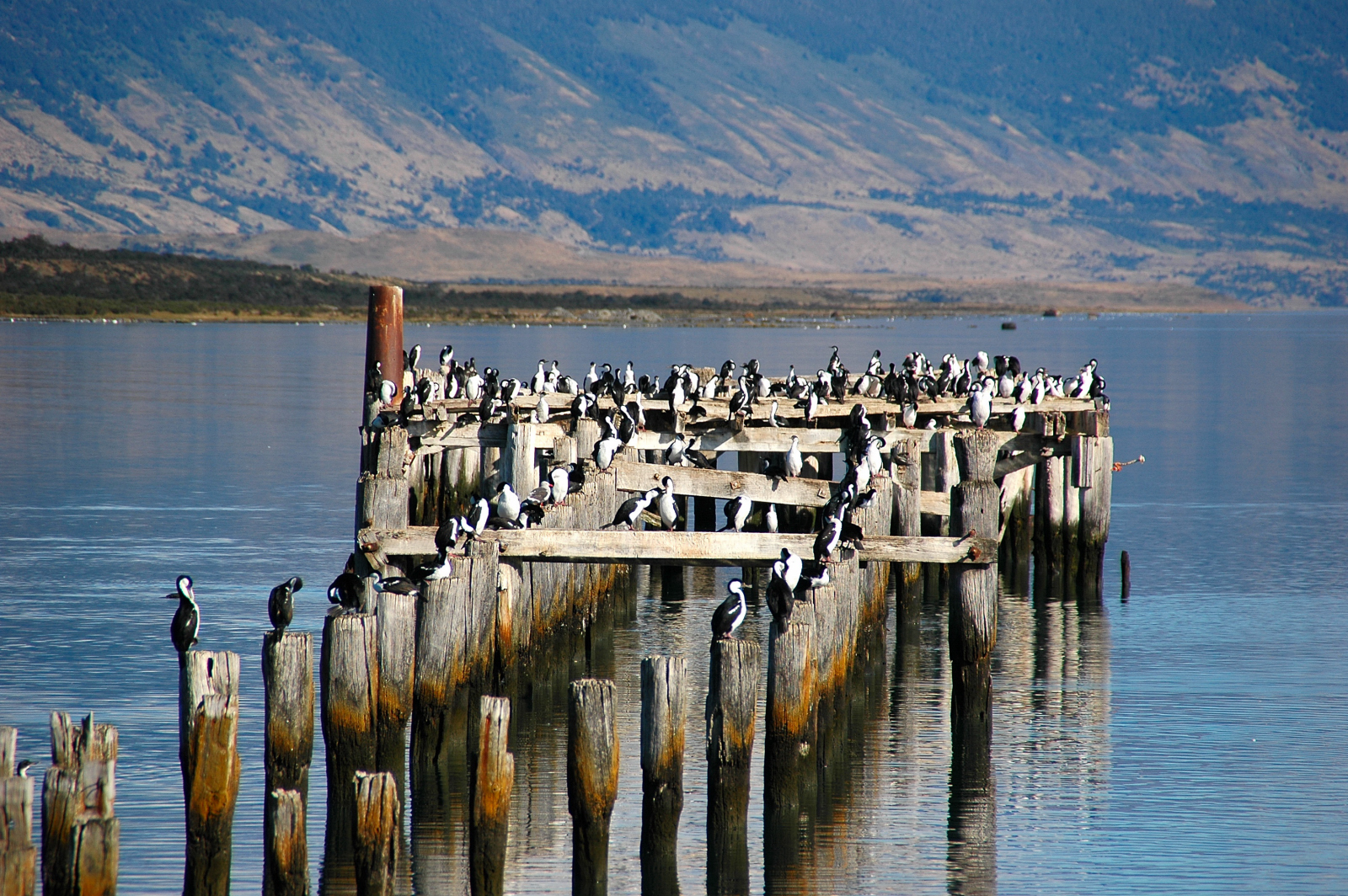
Une colonie de Phalacrocorax a. albiventer à Puerto Natales.

Le Cormoran impérial vit sur les pointes rocheuses de la côte, les îlots, les îles, les anciennes infrastructures maritimes (pontons, épaves de bateaux...). Il s'observe en compagnie d'autres colonies telles les colonies d'albatros, de manchots voire d'otaries à crinière.

## Systématique
D'après la classification de référence (version 14.1, 2024) de l'Union internationale des ornithologues, le Cormoran impérial possède 2 sous-espèces (ordre philogénique) :
- Leucocarbo atriceps atriceps (King, PP, 1828) : la sous-espèce nominale. Vit dans le sud du Chili et de l'Argentine, jusqu'au Cap Horn.
- Leucocarbo atriceps albiventer (Lesson, RP, 1831) : Vit dans les Îles Malouines. Diffère de L. a. atriceps par son patron facial : joues noires pour L. a. albiventer. Parfois dénommé Cormoran à ventre blanc.

La classification précise du genre Leucocarbo est fortement sujette à débat, faute d'étude claire sur le sujet. Le COI et Clements font le choix de ne conserver que deux sous-espèces d'atriceps, et de considérer le Cormoran antarctique (L. bransfieldensis), le Cormoran géorgien (L. georgianus),Cormoran de Heard (L. nivalis), le Cormoran de Crozet (L. melanogenis) et le Cormoran de Macquarie (L. purpurascens) comme des espèces à part entière, tandis que HBW (version 7.0, décembre 2022) considère qu'elles constituent toutes des sous-espèces du Cormoran impérial.